# 諾基亞體育館 (坦佩雷)
諾基亞體育館，原名為坦佩雷頂蓋體育館，是位于芬兰坦佩雷的室内竞技场。竞技场内可以举办冰球比赛和大型文艺活动。该竞技场为芬兰冰球联赛中坦佩雷猞猁队和战斧队的主场。坦佩雷市议会在2010年5月19日批准建造，竞技场在2021年12月3日正式启用。